# Ponera pennsylvanica
Ponera pennsylvanica is een mierensoort uit de onderfamilie van de Ponerinae. De wetenschappelijke naam van de soort is voor het eerst geldig gepubliceerd in 1866 door Buckley.